# Jemtlandski dijalekt
Jemtlandski (švedski: jämtska, jämtländska, jemtlandski: jamska) skupina je dijalekata švedskoga jezika kojima se govori u švedskoj pokrajini Jämtland, izuzev okruga Frostviken. Smatra se da pripada norlandskim dijalektima, no ponekad se pribraja i norveškom trønderskom dijalektu. Iako tradicionalno nosi naziv dijalekta, mnogi ga smatraju zasebnim jezikom, što podržava i određen dio lingvističke struke. Godine 1999. Bo Oscarsson, autor rječnika jemtlandskoga, procijenio je da jemtlandski ima oko 30 000 govornika, a da 60 000 – 70 000 osoba razumije jemtlandski do neke razine. Zbog selidbe i bračnih veza, istočnojemtlandski dijalekti danas imaju mnogo sličnosti s medelpadskim i ångermanlandskim dijalektima.[nedostaje izvor]
Poput drugih narodnih govora Švedske, jemtlandski je putem službene uporabe, obrazovanja, Crkve te kasnije i radija te televizije dugo bio potiskivan, a njegovim se govornicima nametao standardni švedski jezik. Već krajem 19. stoljeća Äcke Olsson, pionir u zapisivanju jemtlandskoga, predvidio je tešku budućnost za dijalekt, što se, međutim, nije ostvarilo. Status jemtlandskoga zasad je neizvjestan, no sveobuhvatan napor doveo je do osnaženja njegovog položaja i očuvanja jemtlandskoga kao živućeg dijalekta. Do danas je izdano više rječnika jemtlandskoga i jedan prijevod dijelova Biblije, a dijalekt se često koristi i u pjesmama lokalnih izvođača.

## Status
Još se uvijek vode rasprave o tome je li jemtlandski dijalekt švedskoga ili zaseban jezik. Mnogi govornici jemtlandskoga tvrde da se radi o potpuno drugom jeziku, oslanjajući se pri tome na razlike u fonološkom sustavu, gramatici i vokabularu. Službeno se, međutim, vodi kao dijalekt švedskoga, kao i svaki drugi sjevernogermanski jezik i dijalekt na teritoriju Švedske.

## Vanjske poveznice
- Jamska (14th)
- Ethnologue (16th)